# Gouvernement Nygaardsvold
Monarchie en exil
Gouvernement Mowinckel III Gouvernement Gerhardsen I (en)
Le gouvernement Johan Nygaardsvold a été le gouvernement du royaume de Norvège du 19 mars 1935 au 25 juin 1945, mené par le Premier ministre Johan Nygaardsvold. C'est la seconde fois que la Norvège est gouvernée par le Parti travailliste. Le gouvernement Johan Nygaardsvold met fin à la succession de gouvernements minoritaires qu'a connue la Norvège durant l'entre-deux-guerres et marque le début d'une ère de gouvernance de la Norvège par le Parti travailliste qui s'achèvera en 1963.
Ce gouvernement a la particularité d'avoir choisi la voie de la résistance et de s'être exilé, à Londres en Angleterre, peu après la capitulation de la Norvège face à l'Allemagne nazie. Le gouvernement a quitté la Norvège, avec le roi et le prince héritier, du 7 juin 1940 au 31 mai 1945. On parle durant cette période de « gouvernement de Londres ».

## Composition

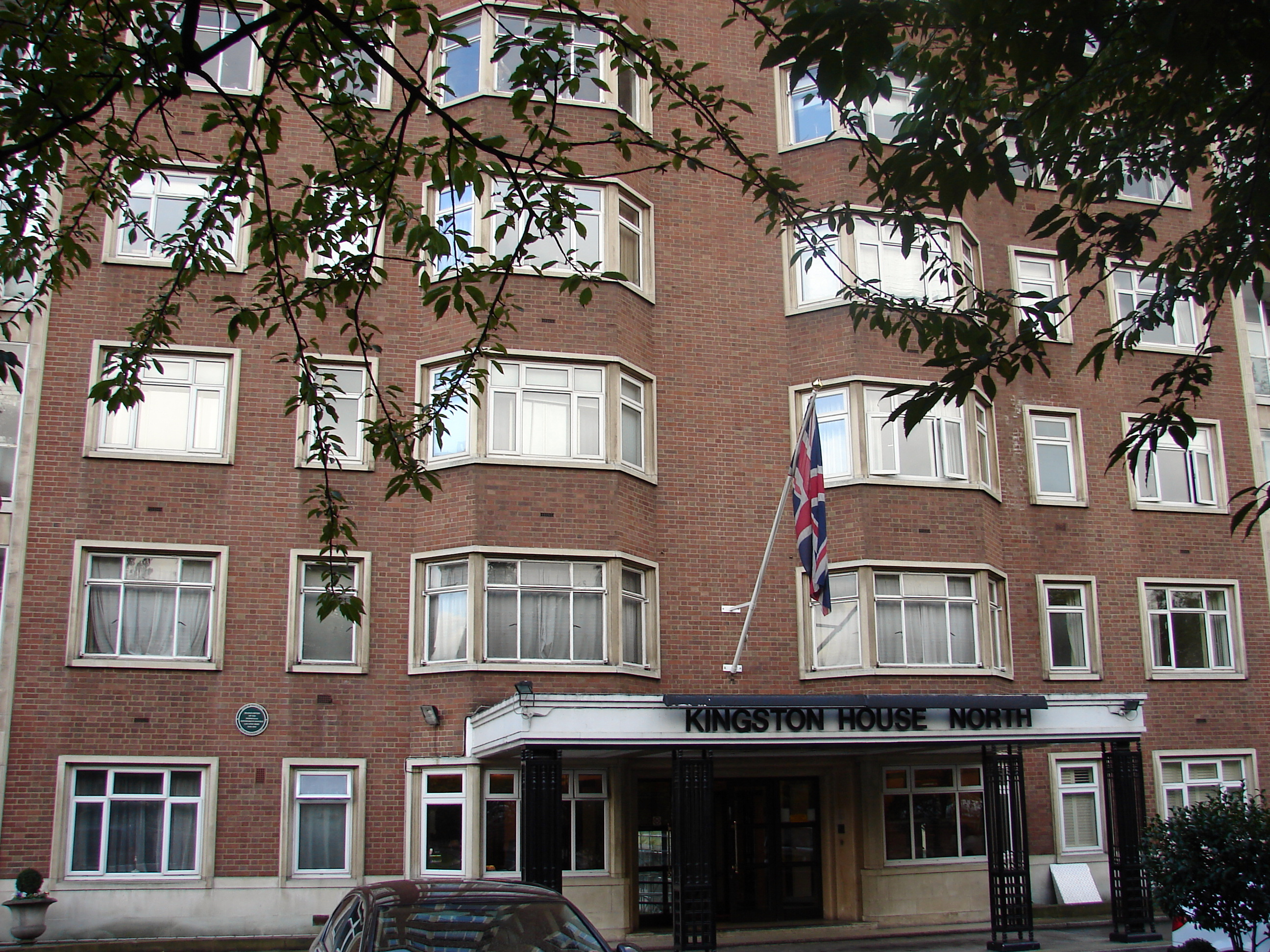
Bâtiment à Kingston House estate, London utilisé par le gouvernement norvégien en exil.

- Premier ministre : Johan Nygaardsvold (20 mars 1935 – 25 juin 1945)
- Ministre de l'Église et de l'Éducation : Nils Hjelmtveit (20 mars 1935 – 25 juin 1945)
- Ministre de la Justice :
  - Trygve Lie (20 mars 1935 – 1er juillet 1939)
  - Terje Wold (en) (1er juillet 1939 – 25 juin 1945)
- Ministre des Affaires étrangères :
  - Halvdan Koht (en) (20 mars 1935 – 19 novembre 1940)
  - Trygve Lie (19 novembre 1940 – 25 juin 1945)
- Ministre de la Défense :
  - Christian Fredrik Monsen (20 mars 1935 – 15 novembre 1935)
  - Adolf Indrebø (en) (15 novembre 1935 – 20 décembre 1935)
  - Oscar Torp (20 décembre 1935 – 15 août 1936)
  - Christian Fredrik Monsen (15 août 1936 – 22 décembre 1939)
  - Birger Ljungberg (en) (22 décembre 1939 – 28 novembre 1941)
  - Oscar Torp (28 novembre 1941 – février 1942)
  - Birger Ljungberg (en) (février 1942 – 20 mars 1942)
  - Oscar Torp (20 mars 1942 – 25 juin 1945)
- Ministre des Affaires sociales :
  - Kornelius Bergsvik (en) (20 mars 1935 – 13 novembre 1936)
  - Oscar Torp (13 novembre 1936 – 1er juillet 1939)
  - Sverre Støstad (en) (1er juillet 1939 – 25 juin 1945)